# Zanete Ferreira Cardinal
Zanete Ferreira Cardinal (Bossoroca, 23 de janeiro de 1940) é um engenheiro e político brasileiro.

## História
Formado pela Faculdade de Engenharia da Universidade Federal do Paraná, exerceu a sua profissão em vários cargos públicos no estado do Mato Grosso.  Como político foi prefeito de Rondonópolis em 1970 a 1973, foi eleito deputado federal e representou o estado do Mato Grosso no período de 1979 a 1987. Eleito suplente de senador também pelo estado de Mato Grosso na 49a Legislatura e 50a Legislatura ocupou o cargo de 24 de junho de 1998 a 17 de outubro de 1998.
Zanete Cardinal  foi reconhecido quando a rodovia do Leite MT-459, recebeu oficialmente seu nome.